# L'Einstein du sexe
Pour plus de détails, voir Fiche technique et Distribution.
L'Einstein du sexe (Der Einstein des Sex) est un film allemand de Rosa von Praunheim sorti en 1999 qui retrace la vie de Magnus Hirschfeld, sexologue révolutionnaire et précurseur du mouvement gay.

## Synopsis
Magnus Hirschfeld fonde en 1897 un comité scientifique militant pour la dépénalisation de l'homosexualité.
Avec le baron Hermann von Teschenberg (son amant), Karl Giese et Dorchen, il crée le premier Institut für Sexualwissenschaft (Institut de sexologie) à Berlin en 1919.

## Fiche technique
- Titre : L'Einstein du sexe
- Titre original : Der Einstein des Sex
- Réalisation : Rosa von Praunheim
- Scénario : Rosa von Praunheim, Chris Kraus et Valentin Passoni
- Musique : Karl-Ernst Sasse
- Photographie : Elfi Mikesch
- Montage : Mike Shephard
- Production : Dietmar Schings et Rosa von Praunheim
- Société de production : Arte, Argus Film Produktie, Rosa von Praunheim Filmproduktion, Studio Babelsberg et Vrijzinnig Protestantse Radio Omroep
- Pays :  Allemagne et  Pays-Bas
- Genre : Biopic
- Durée : 100 minutes
- Dates de sortie : 
  -  Brésil : 27 octobre 1999 (Festival international du film de São Paulo)
  -  Allemagne : 16 mars 2000

## Distribution
- Kai Schumann : Magnus Hirschfeld (jeune)
- Friedel von Wangenheim : Magnus Hirschfeld (âgé)
- Ben Becker : Adolf Brand
- Wolfgang Völz : Le chef de la police
- Otto Sander : Pr Steinach
- Meret Becker : une employée
- Monika Hansen : la Comtesse
- Gerd Lukas Storzer : Baron von Teschenberg
- Olaf Drauschke : Karl Giese
- Tima die Göttliche : Dorchen
- Gerry Wolff : l'oncle d'Hirschfeld
- Christa Pasemann : Tante Gesche

## Divers
Le film est diffusé sur la chaine Arte le mercredi 29 novembre 2017,.